# Wereldkampioenschappen kunstschaatsen 1970
De Wereldkampioenschappen kunstschaatsen 1970 werden gevormd door vier toernooien die door de Internationale Schaatsunie werden georganiseerd.
Het WK evenement van 1970 vond van 3 tot en met 8 maart plaats in Ljubljana, Joegoslavië. Het was de eerste keer dat de Wereldkampioenschappen kunstschaatsen in dit land plaatsvonden.
Voor de mannen was het de 60e editie, voor de vrouwen de 50e editie, voor de paren de 48e editie, en voor de ijsdansers de achttiende editie.
Joegoslavië had nog maar drie keer een afvaardiging naar het WK kunstschaatsen uitgezonden voordat Ljubljana de gaststad werd. Drie paren en één vrouw vertegenwoordigden Joegoslavië eerder op het WK. In 1939 het paar Silva Palme en Paul Schwab, in 1951 het paar Silva Palme en Marco Lajovic, in 1967 het paar Anci Dolec en Mitja Sketa en nam Katsusa Derenda bij de vrouwen deel. Deze editie namen Zoran Matas bij de mannen en Helena Gazvoda en Silvo Svajger bij de paren deel.

## Deelname
Er namen deelnemers uit vijftien landen deel aan deze kampioenschappen. Zij vulden 78 startplaatsen in.
(Tussen haakjes het totaal aantal startplaatsen over de disciplines.)
| Verenigde Staten (11) Sovjet-Unie (10) Duitse Democratische Republiek (8) Canada (7) | Tsjecho-Slowakije (7) West-Duitsland (7) Frankrijk (5) Oostenrijk (5) | Verenigd Koninkrijk (5) Hongarije (3) Japan (3) Joegoslavië (2) | Polen (2) Zwitserland (2) Italië (1) |

## Medailleverdeling
Bij de mannen prolongeerde de Amerikaan Tim Wood zijn wereldtitel, het was zijn derde medaille, in 1968 werd hij tweede. De tsjecholowaak Ondrej Nepala op de tweede plaats veroverde zijn tweede medaille, ook in 1969 werd hij tweede. Günter Zöller veroverde met de bronzen medaille de eerste WK medaille voor de DDR bij de mannen.
Bij de vrouwen prolongeerde de Oost-Duitse Gabriele Seyfert haar wereldtitel. Ze stond voor het vijfde opeenvolgende jaar op het podium, in 1966, 1967 en 1968 werd ze tweede. De nummer twee van 1969, de Oostenrijkse Beatrix Schuba, werd ook dit jaar tweede. Op plaats drie stond de Amerikaanse Julie Lynn Holmes voor het eerst op het erepodium.
Bij het paarrijden prolongeerde het Sovjetpaar Irina Rodnina / Aleksej Oelanov hun wereldtitel. Hun debuterende landgenoten Ljoedmila Smirnova / Andrej Soerajkin werden tweede. Het paar Heidemarie Steiner / Heinz-Ulrich Walther veroverden met de bronzen medaille de eerste WK medaille voor de DDR bij de paren.
Bij het ijsdansen veroverden Ljoedmila Potsjomova / Alexandr Gorstsjkov uit de Sovjet-Unie als zevende paar de wereldtitel bij het ijsdansen, ze waren het eerste Sovjetpaar dat hierin slaagde. Het was hun tweede medaille, in 1969 werden ze tweede. Ook Judy Schwomeyer / James Sladky uit de Verenigde Staten stonden dit jaar een plaatsje hoger, in 1969 derde, dit jaar tweede. Angelika Buck / Erich Buck veroverden met de bronzen medaille de eerste WK medaille voor (West-)Duitsland bij de paren.
| Discipline | Goud                                       | Zilver                                | Brons                                     |
| ---------- | ------------------------------------------ | ------------------------------------- | ----------------------------------------- |
| Mannen     | Tim Wood                                   | Ondrej Nepala                         | Günter Zöller                             |
| Vrouwen    | Gabriele Seyfert                           | Beatrix Schuba                        | Julie Lynn Holmes                         |
| Paren      | Irina Rodnina / Aleksej Oelanov            | Ljoedmila Smirnova / Andrej Soerajkin | Heidemarie Steiner / Heinz-Ulrich Walther |
| IJsdansen  | Ljoedmila Potsjomova / Alexandr Gorstsjkov | Judy Schwomeyer / James Sladky        | Angelika Buck / Erich Buck                |

## Uitslagen
kk = korte/verplichte kür, vk = vrije/lange kür, pc/9 = plaatsingcijfer bij negen juryleden, t.z.t. = trok zich terug
| #      | naam (deelname)           | land                                    | kk | vk    | pc/9  |
| ------ | ------------------------- | --------------------------------------- | -- | ----- | ----- |
| Goud   | Tim Wood (5)              | Vlag van Verenigde Staten               | 2  | 1     | 12    |
| Zilver | Ondrej Nepala (7)         | Vlag van Tsjecho-Slowakije              | 1  | 3     | 15    |
| Brons  | Günter Zöller (5)         | Vlag van Duitse Democratische Republiek | 3  | 5     | 32    |
| 4      | Patrick Péra (7)          | Vlag van Frankrijk                      | 4  | 6     | 39    |
| 5      | John Misha Petkevich (2)  | Vlag van Verenigde Staten               | 5  | 2     | 41    |
| 6      | Sergej Tsjetveroechin (5) | Vlag van Sovjet-Unie                    | 6  | 4     | 50    |
| 7      | Sergej Volkov             | Vlag van Sovjet-Unie                    | 7  | 10    | 68    |
| 8      | Kenneth Shelley (3)       | Vlag van Verenigde Staten               | 8  | 9     | 77    |
| 9      | Haig Oundjian (2)         | Vlag van Verenigd Koninkrijk            | 10 | 7     | 78    |
| 10     | Jan Hoffmann              | Vlag van Duitse Democratische Republiek | 11 | 11    | 101   |
| 11     | David McGillivray (3)     | Vlag van Canada                         | 12 | 8     | 94    |
| 12     | Günter Anderl (5)         | Vlag van Oostenrijk                     | 9  | 14    | 100   |
| 13     | Toller Cranston           | Vlag van Canada                         | 15 | 12    | 114   |
| 14     | Zdenek Pazdirek           | Vlag van Tsjecho-Slowakije              | 14 | 17    | 133   |
| 15     | Jacques Mrozek (2)        | Vlag van Frankrijk                      | 16 | 13    | 137.5 |
| 16     | Laszlo Vajda              | Vlag van Hongarije                      | 17 | 15    | 141.5 |
| 17     | Klaus Grimmelt (2)        | Vlag van Bondsrepubliek Duitsland       | 18 | 16    | 149   |
| 18     | Jozef Zidek               | Vlag van Tsjecho-Slowakije              | 19 | 18    | 160   |
| 19     | Didier Gailhauguet        | Vlag van Frankrijk                      | 20 | 19    | 170   |
| 20     | Yutaka Higuchi            | Vlag van Japan                          | 21 | 20    | 178   |
| 21     | Zoran Matas               | Vlag van Joegoslavië (1943-1992)        | 22 | 21    | 189   |
| -      | Daniel Höner (3)          | Vlag van Zwitserland                    | 13 | t.z.t |       |

| #      | naam (deelname)         | land                                    | kk | vk | pc/9 |
| ------ | ----------------------- | --------------------------------------- | -- | -- | ---- |
| Goud   | Gabriele Seyfert (7)    | Vlag van Duitse Democratische Republiek | 2  | 1  | 9    |
| Zilver | Beatrix Schuba (4)      | Vlag van Oostenrijk                     | 1  | 7  | 21   |
| Brons  | Julie Lynn Holmes (2)   | Vlag van Verenigde Staten               | 3  | 5  | 38   |
| 4      | Karen Magnussen (3)     | Vlag van Canada                         | 7  | 3  | 38   |
| 5      | Zsuzsa Almássy (5)      | Vlag van Hongarije                      | 5  | 4  | 43   |
| 6      | Janet Lynn (3)          | Vlag van Verenigde Staten               | 8  | 2  | 42   |
| 7      | Dawn Glab               | Vlag van Verenigde Staten               | 6  | 10 | 67   |
| 8      | Rita Trapanese (3)      | Vlag van Italië                         | 9  | 6  | 73   |
| 9      | Patricia Ann Dodd (3)   | Vlag van Verenigd Koninkrijk            | 4  | 12 | 80   |
| 10     | Cathy Lee Irwin         | Vlag van Canada                         | 13 | 8  | 96   |
| 11     | Sonja Morgenstern (3)   | Vlag van Duitse Democratische Republiek | 14 | 9  | 100  |
| 12     | Elena Schtscheglova (5) | Vlag van Sovjet-Unie                    | 11 | 12 | 101  |
| 13     | Charlotte Walter        | Vlag van Zwitserland                    | 12 | 16 | 126  |
| 14     | Jelena Alexandrova      | Vlag van Sovjet-Unie                    | 16 | 11 | 129  |
| 15     | Eileen Zillmer          | Vlag van Bondsrepubliek Duitsland       | 10 | 17 | 127  |
| 16     | Kazumi Yamashita        | Vlag van Japan                          | 17 | 15 | 146  |
| 17     | Ludmila Bezakova        | Vlag van Tsjecho-Slowakije              | 18 | 14 | 151  |
| 18     | Frances Waghorn         | Vlag van Verenigd Koninkrijk            | 15 | 19 | 152  |
| 19     | Simone Grafe            | Vlag van Duitse Democratische Republiek | 19 | 20 | 173  |
| 20     | Judith Bayer            | Vlag van Bondsrepubliek Duitsland       | 20 | 18 | 178  |
| 21     | Wilfriede Reiter        | Vlag van Oostenrijk                     | 21 | 21 | 189  |

| #      | naam (deelname)                                 | land                                    | kk | vk | pc/9 |
| ------ | ----------------------------------------------- | --------------------------------------- | -- | -- | ---- |
| Goud   | Irina Rodnina (2) Aleksej Oelanov (2)           | Vlag van Sovjet-Unie                    | 1  | 1  | 11   |
| Zilver | Ljoedmila Smirnova Andrej Soerajkin             | Vlag van Sovjet-Unie                    | 2  | 2  | 16   |
| Brons  | Heidemarie Steiner (5) Ulrich Walther (5)       | Vlag van Duitse Democratische Republiek | 3  | 3  | 27   |
| 4      | Galina Karelina Georgi Proskoerin               | Vlag van Sovjet-Unie                    | 4  | 4  | 36.5 |
| 5      | Alicia Jo Starbuck (3) Kenneth Shelley (3)      | Vlag van Verenigde Staten               | 5  | 5  | 46.5 |
| 6      | Almut Lehmann Herbert Wiesinger (3)             | Vlag van Bondsrepubliek Duitsland       | 6  | 6  | 53   |
| 7      | Manuela Groß Uwe Kagelmann                      | Vlag van Duitse Democratische Republiek | 7  | 7  | 64   |
| 8      | Melissa Militano (2) Mark Militano (2)          | Vlag van Verenigde Staten               | 10 | 8  | 75   |
| 9      | Brunhilde Bassler Eberhard Rausch               | Vlag van Bondsrepubliek Duitsland       | 8  | 9  | 78   |
| 10     | Janina Poremska (3) Piotr Sczypa (3)            | Vlag van Polen (1928-1980)              | 11 | 10 | 102  |
| 11     | Mona Szabo (5) Peter Szabo (5)                  | Vlag van Frankrijk                      | 13 | 11 | 101  |
| 12     | Dana Fialová (2) Josef Tuma                     | Vlag van Tsjecho-Slowakije              | 9  | 12 | 111  |
| 13     | Evelyne Scharf-Schneider (3) Wilheim Bietak (5) | Vlag van Oostenrijk                     | 15 | 13 | 119  |
| 14     | Sandra Bezic Val Bezic                          | Vlag van Canada                         | 14 | 14 | 120  |
| 15     | Mary Petrie Robert McAvoy                       | Vlag van Canada                         | 12 | 15 | 121  |
| 16     | Kotoe Nagasawa Hiroshi Nagakubo                 | Vlag van Japan                          | 16 | 16 | 143  |
| 17     | Helena Gazvoda Silvo Svajger                    | Vlag van Joegoslavië (1943-1992)        | 17 | 17 | 153  |

| #      | naam (deelname)                                  | land                                    | kk | vk | pc/9  |
| ------ | ------------------------------------------------ | --------------------------------------- | -- | -- | ----- |
| Goud   | Ljoedmila Potsjomova (5) Alexandr Gorstsjkov (4) | Vlag van Sovjet-Unie                    | 2  | 1  | 14    |
| Zilver | Judy Schwomeyer (4) James Sladky (4)             | Vlag van Verenigde Staten               | 1  | 2  | 15    |
| Brons  | Angelika Buck (4) Erich Buck (4)                 | Vlag van Bondsrepubliek Duitsland       | 3  | 3  | 25    |
| 4      | Tatjana Voitiuk (2) Viatsjeslav Tsjigalin (2)    | Vlag van Sovjet-Unie                    | 5  | 4  | 40    |
| 5      | Susan Getty (2) Roy Bradshaw (2)                 | Vlag van Verenigd Koninkrijk            | 4  | 5  | 43    |
| 6      | Annerose Baier (6) Eberhard Rüger (6)            | Vlag van Duitse Democratische Republiek | 7  | 6  | 59    |
| 7      | Janet Sawbridge (8) Peter Dalby                  | Vlag van Verenigd Koninkrijk            | 6  | 8  | 60    |
| 8      | Jelena Zjarkova Gennadi Karponossov              | Vlag van Sovjet-Unie                    | 8  | 7  | 74    |
| 9      | Debbie Ganson Brad Hislop (2)                    | Vlag van Verenigde Staten               | 9  | 9  | 80.5  |
| 10     | Anne Millier Harvey Millier III                  | Vlag van Verenigde Staten               | 11 | 10 | 94    |
| 11     | Diana Skotnicka Martin Scotnicky                 | Vlag van Tsjecho-Slowakije              | 12 | 11 | 100   |
| 12     | Ilona Berezc Istvan Sugar                        | Vlag van Hongarije                      | 10 | 14 | 108.5 |
| 13     | Teresa Weyna Piotr Bojanczyk                     | Vlag van Polen (1928-1980)              | 13 | 13 | 116   |
| 14     | Mary Church (2) David Sutton                     | Vlag van Canada                         | 14 | 12 | 120   |
| 15     | Svetlana Marinovová Milos Bursik                 | Vlag van Tsjecho-Slowakije              | 15 | 15 | 136   |
| 16     | Anne-Claude Wolfers Roland Mars                  | Vlag van Frankrijk                      | 16 | 16 | 144   |
| 17     | Brigitte Scheijbal Kurt Jaschek                  | Vlag van Oostenrijk                     | 17 | 17 | 149   |
| 18     | Angelika Wiesner Hans-Jurgen Wiesner             | Vlag van Bondsrepubliek Duitsland       | 18 | 18 | 161   |

Medaillewinnaars

Mannen · 
Vrouwen ·
Paren · 
IJsdansen

 Toernooi

1896 · 
1897 · 
1898 · 
1899 · 
1900 · 
1901 · 
1902 · 
1903 · 
1904 · 
1905 · 
1906 · 
1907 · 
1908 · 
1909 · 
1910 · 
1911 · 
1912 · 
1913 · 
1914 · 
1915-1921 · 
1922 · 
1923 · 
1924 · 
1925 · 
1926 · 
1927 · 
1928 · 
1929 · 
1930 · 
1931 · 
1932 · 
1933 · 
1934 · 
1935 · 
1936 · 
1937 · 
1938 · 
1939 ·
1940-1946 · 
1947 · 
1948 · 
1949 · 
1950 · 
1951 · 
1952 · 
1953 · 
1954 · 
1955 · 
1956 · 
1957 · 
1958 · 
1959 · 
1960 · 
1961 · 
1962 · 
1963 · 
1964 · 
1965 · 
1966 · 
1967 · 
1968 · 
1969 · 
1970 · 
1971 · 
1972 · 
1973 · 
1974 · 
1975 · 
1976 · 
1977 · 
1978 · 
1979 · 
1980 · 
1981 · 
1982 · 
1983 · 
1984 · 
1985 · 
1986 · 
1987 · 
1988 · 
1989 · 
1990 · 
1991 · 
1992 · 
1993 · 
1994 · 
1995 ·
1996 · 
1997 · 
1998 · 
1999 · 
2000 · 
2001 · 
2002 · 
2003 · 
2004 · 
2005 · 
2006 ·
2007 ·
2008 ·
2009 ·
2010 ·
2011 ·
2012 ·
2013 ·
2014 ·
2015 ·
2016 ·
2017 ·
2018 ·
2019 · 
2020 · 
2021 ·
2022 ·
2023 ·
2024

 ISU-kampioenschappen

WK kunstschaatsen junioren ·
EK kunstschaatsen ·
Viercontinentenkampioenschap ·
Olympische Spelen